# 게임만화 그랜드체이스
게임만화 그랜드체이스는 대한민국의 게임 그랜드체이스를 원작으로 하는 아동만화이다.

## 주요인물
원작 게임의 인물들의 이름과 설정 및 배경 등에 차이가 있다. 본 만화의 오리지널 캐릭터로서 원작 게임에 반영된 인물도 있다.
- 엘리시스, 아르메 윈딜, 리르, 라스 레인, 로난 에루돈, 라이언, 에이미 아르하, 지크하트, 진, 디오 버닝캐니언, 마리 밍 오네트, 루퍼스

## 목록
- 게임만화 그랜드체이스 1권 (ISBN 978-89-529-6632-2)
- 게임만화 그랜드체이스 2권 (ISBN 978-89-529-7004-6)
- 게임만화 그랜드체이스 3권 (ISBN 978-89-529-7754-0)
- 게임만화 그랜드체이스 4권 (ISBN 978-89-529-8203-2)
- 게임만화 그랜드체이스 5권 (ISBN 978-89-529-8476-0)
- 게임만화 그랜드체이스 6권 (ISBN 978-89-529-8727-3)
- 게임만화 그랜드체이스 7권 (ISBN 978-89-529-8963-5)
- 게임만화 그랜드체이스 8권 (ISBN 978-89-529-9239-0)
- 게임만화 그랜드체이스 9권 (ISBN 978-89-529-9375-5)
- 게임만화 그랜드체이스 10권 (ISBN 978-89-529-9490-5)
- 게임만화 그랜드체이스 11권 (ISBN 978-89-529-9735-7)
- 게임만화 그랜드체이스 12권 (ISBN 978-89-529-9866-8)
- 게임만화 그랜드체이스 13권 (ISBN 978-89-258-0191-9)
- 게임만화 그랜드체이스 14권 (ISBN 978-89-258-0540-5)
- 게임만화 그랜드체이스 15권 (ISBN 978-89-258-0803-1)
- 게임만화 그랜드체이스 16권 (ISBN 978-89-258-1261-8)
- 게임만화 그랜드체이스 17권 (ISBN 978-89-258-1772-9)
- 게임만화 그랜드체이스 18권 (ISBN 978-89-258-2296-9)
- 게임만화 그랜드체이스 19권 (ISBN 978-89-258-2926-5)
- 게임만화 그랜드체이스 20권 (ISBN 978-89-258-3369-9)
- 게임만화 그랜드체이스 21권 (ISBN 978-89-258-3661-4)
- 게임만화 그랜드체이스 22권 (ISBN 978-89-258-4552-4)
- 게임만화 그랜드체이스 23권 (ISBN 978-89-258-5130-3)
- 게임만화 그랜드체이스 24권 (ISBN 978-89-258-5567-7)
- 게임만화 그랜드체이스 25권 (ISBN 978-89-258-6048-0)
- 게임만화 그랜드체이스 26권
- 게임만화 그랜드체이스 27권
- 게임만화 그랜드체이스 28권
- 게임만화 그랜드체이스 29권
- 게임만화 그랜드체이스 30권
- 게임만화 그랜드체이스 두번째이야기 1권
- 게임만화 그랜드체이스 공식팬북 (ISBN 978-89-258-3570-9)
- 게임만화 그랜드체이스 외전 라스의 전설 1권 (ISBN 978-89-258-4712-2)
- 게임만화 그랜드체이스 외전 라스의 전설 2권

## 관련 서적
- 그랜드체이스 가이드 북 (ISBN 978-89-258-5130-3)
- 그랜드체이스 가이드 북 - 캐릭터편 (ISBN 978-89-527-5059-4)
- 그랜드체이스 지구우주 과학퀴즈 (ISBN 978-89-533-0772-8)
- 그랜드체이스 곤충 동물 식물 과학퀴즈 (ISBN 978-89-533-0850-3)
- 그랜드체이스 스티커색칠 (ISBN 978-89-533-0712-4)
- 그랜드체이스 한자왕 1권 (ISBN 978-89-91642-01-0)
- 그랜드체이스 한자왕 2권 (ISBN 978-89-91642-02-7)
- 그랜드체이스 한자왕 3권 (ISBN 978-89-91642-03-4)